# Kanton Mouy
Der Kanton Mouy ist ein französischer Kanton in den Arrondissements Beauvais und Clermont, im Département Oise und in der Region Hauts-de-France; sein Hauptort ist Mouy. Vertreterin im Generalrat ist seit 2004 Anne-Claire Delafontaine.

## Geografie
Der Kanton besteht aus 35 Gemeinden mit insgesamt 37.427 Einwohnern (Stand: 1. Januar 2022) auf einer Gesamtfläche von 330,48 km²:
| Gemeinde                 | Einwohner 1. Januar 2022 | Fläche km² | Dichte Einw./km² | Code INSEE | Postleitzahl | Arrondissement |
| ------------------------ | ------------------------ | ---------- | ---------------- | ---------- | ------------ | -------------- |
| Angy                     | 1.129                    | 3,60       | 314              | 60015      | 60250        | Clermont       |
| Ansacq                   | 271                      | 8,40       | 32               | 60016      | 60250        | Clermont       |
| Bailleul-sur-Thérain     | 2.328                    | 9,50       | 245              | 60041      | 60930        | Beauvais       |
| Bonlier                  | 472                      | 4,47       | 106              | 60081      | 60510        | Beauvais       |
| Bresles                  | 4.032                    | 20,99      | 192              | 60103      | 60510        | Beauvais       |
| Bury                     | 2.876                    | 17,05      | 169              | 60116      | 60250        | Clermont       |
| Cambronne-lès-Clermont   | 1.179                    | 9,34       | 126              | 60120      | 60290        | Clermont       |
| Fontaine-Saint-Lucien    | 176                      | 7,25       | 24               | 60243      | 60480        | Beauvais       |
| Fouquerolles             | 297                      | 10,21      | 29               | 60251      | 60510        | Beauvais       |
| Guignecourt              | 386                      | 4,62       | 84               | 60290      | 60480        | Beauvais       |
| Haudivillers             | 767                      | 9,79       | 78               | 60302      | 60510        | Beauvais       |
| Heilles                  | 649                      | 6,01       | 108              | 60307      | 60250        | Clermont       |
| Hermes                   | 2.510                    | 11,72      | 214              | 60313      | 60370        | Beauvais       |
| Hondainville             | 715                      | 6,00       | 119              | 60317      | 60250        | Clermont       |
| Juvignies                | 297                      | 8,09       | 37               | 60328      | 60112        | Beauvais       |
| Lafraye                  | 350                      | 5,53       | 63               | 60339      | 60510        | Beauvais       |
| La Neuville-en-Hez       | 954                      | 28,42      | 34               | 60454      | 60510        | Clermont       |
| La Rue-Saint-Pierre      | 860                      | 8,68       | 99               | 60559      | 60510        | Clermont       |
| Laversines               | 1.133                    | 13,79      | 82               | 60355      | 60510        | Beauvais       |
| Le Fay-Saint-Quentin     | 529                      | 7,19       | 74               | 60230      | 60510        | Beauvais       |
| Litz                     | 370                      | 9,76       | 38               | 60366      | 60510        | Clermont       |
| Maisoncelle-Saint-Pierre | 178                      | 4,16       | 43               | 60376      | 60112        | Beauvais       |
| Mouy                     | 5.339                    | 9,87       | 541              | 60439      | 60250        | Clermont       |
| Neuilly-sous-Clermont    | 1.591                    | 7,74       | 206              | 60451      | 60290        | Clermont       |
| Nivillers                | 211                      | 7,65       | 28               | 60461      | 60510        | Beauvais       |
| Oroër                    | 541                      | 9,06       | 60               | 60480      | 60510        | Beauvais       |
| Rémérangles              | 209                      | 8,20       | 25               | 60530      | 60510        | Clermont       |
| Rochy-Condé              | 999                      | 6,38       | 157              | 60542      | 60510        | Beauvais       |
| Saint-Félix              | 618                      | 5,13       | 120              | 60574      | 60370        | Clermont       |
| Therdonne                | 1.175                    | 8,98       | 131              | 60628      | 60510        | Beauvais       |
| Thury-sous-Clermont      | 670                      | 5,42       | 124              | 60638      | 60250        | Clermont       |
| Tillé                    | 1.294                    | 14,80      | 87               | 60639      | 60000        | Beauvais       |
| Troissereux              | 1.364                    | 14,05      | 97               | 60646      | 60112        | Beauvais       |
| Velennes                 | 238                      | 6,17       | 39               | 60663      | 60510        | Beauvais       |
| Verderel-lès-Sauqueuse   | 720                      | 12,46      | 58               | 60668      | 60112        | Beauvais       |
| Kanton Mouy              | 37.427                   | 330,48     | 113              | 6014       | –            | –              |

Bis zur Neuordnung bestand der Kanton Mouy aus den 11 Gemeinden Angy, Ansacq, Bury, Cambronne-lès-Clermont, Heilles, Hondainville, Mouy, Neuilly-sous-Clermont, Rousseloy, Saint-Félix und Thury-sous-Clermont. Sein Zuschnitt entsprach einer Fläche von 82,46 km2. 